# Kingstown
Kingstown je glavno mesto države Sveti Vincencij in Grenadine z okoli 19.300 prebivalci (1989). Kingstown je središče otoškega kmetijstva in turistična vstopna točka, pa tudi najpomembnejše pristanišče na otoku Sveti Vincencij.